# Чукар
Чука́р (якут. Чуукаар) — село в Нюрбинском районе Республики Саха (Якутия) России. Административный центр и единственный населённый пункт Чукарского наслега.

## География
Село находится в западной части Якутии, в пределах восточной части Верхневилюйского плато, между озёрами Хампах и Сирэйдээх - Эбэ, к северу от реки Марха, на расстоянии примерно 53 км (по прямой) к северо-северо-западу (NNW) от города Нюрба, административного центра района. Абсолютная высота — 116 м над уровнем моря.
Климат
Климат характеризуется как резко континентальный, с продолжительной морозной зимой и жарким летом. Абсолютный минимум температуры воздуха самого холодного месяца (января) составляет −61 °C; абсолютный максимум самого тёплого месяца (июля) — 40 °C. Среднегодовое количество атмосферных осадков составляет 260—280 мм. Снежный покров держится в течение 210—225 дней в году.
Часовой пояс
Село Чукар находится в часовой зоне МСК+6. Смещение применяемого времени относительно UTC составляет +9:00.

## Население
| 2002 | 2010 | 2012 | 2013 | 2014 | 2015 | 2016 |
| ---- | ---- | ---- | ---- | ---- | ---- | ---- |
| 819  | ↘741 | ↘719 | ↘693 | ↘674 | ↘668 | ↘654 |
| 2017 | 2018 | 2019 | 2020 | 2021 |      |      |
| ↗656 | ↘650 | ↘631 | ↘625 | ↘614 |      |      |

Половой состав
По данным Всероссийской переписи населения 2010 года, в гендерной структуре населения мужчины составляли 51,8 %, женщины — соответственно 48,2 %.
Национальный состав
Согласно результатам переписи 2002 года, в национальной структуре населения якуты составляли 92 % из 819 чел.

## Улицы
| - ул. 70 лет Октября, - ул. Алаас, - ул. Аммосова, - ул. Гаражная, | - ул. Дарьи Васильевой, - ул. Егора Фёдорова, - ул. Калинина, - ул. Лесная, | - ул. Николая Васильева, - ул. Новая, - ул. Стрижевского. |

## Инфраструктура
Действуют средняя общеобразовательная школа, детский сад, участковая больница, культурный центр «Эйгэ» и библиотека.